# 西里西亚博物馆 (奥帕瓦)
西里西亚博物馆 (捷克語：Slezské zemské muzeum)位于奥帕瓦，是捷克共和国最古老和第三大的博物馆，拥有240万件艺术品。博物馆还管理一座植物园、一座大型战争纪念馆、一座保存完好的防御工事和一位诗人的出生地。

## 历史
博物馆创建于1814年5月1日，三位创建者是福斯汀·恩斯教授、弗朗茨·穆库什·冯·布赫伯格教授和奥帕瓦市长约翰·约瑟夫·舍勒。最初设于一座文法学校的建筑中，称为“学校博物馆”（Museum Gymnazijni）。在19世纪，该市又建了三座博物馆。第一次世界大战后，捷克斯洛伐克政府创建了一个“西里西亚博物馆”，1924年成立农业博物馆，还有一个“莱吉奥尼尔博物馆” Leigionnaires Museum，专门纪念抵抗精神。
1939年，“学校博物馆”和“西里西亚博物馆”合并为“帝国博物馆”（Reichsgaumuseum）。战争结束时，这家博物馆从附近的建筑物和被没收的德国人财产中获得了文物。1949年，“帝国博物馆”更名为“西里西亚博物馆”。

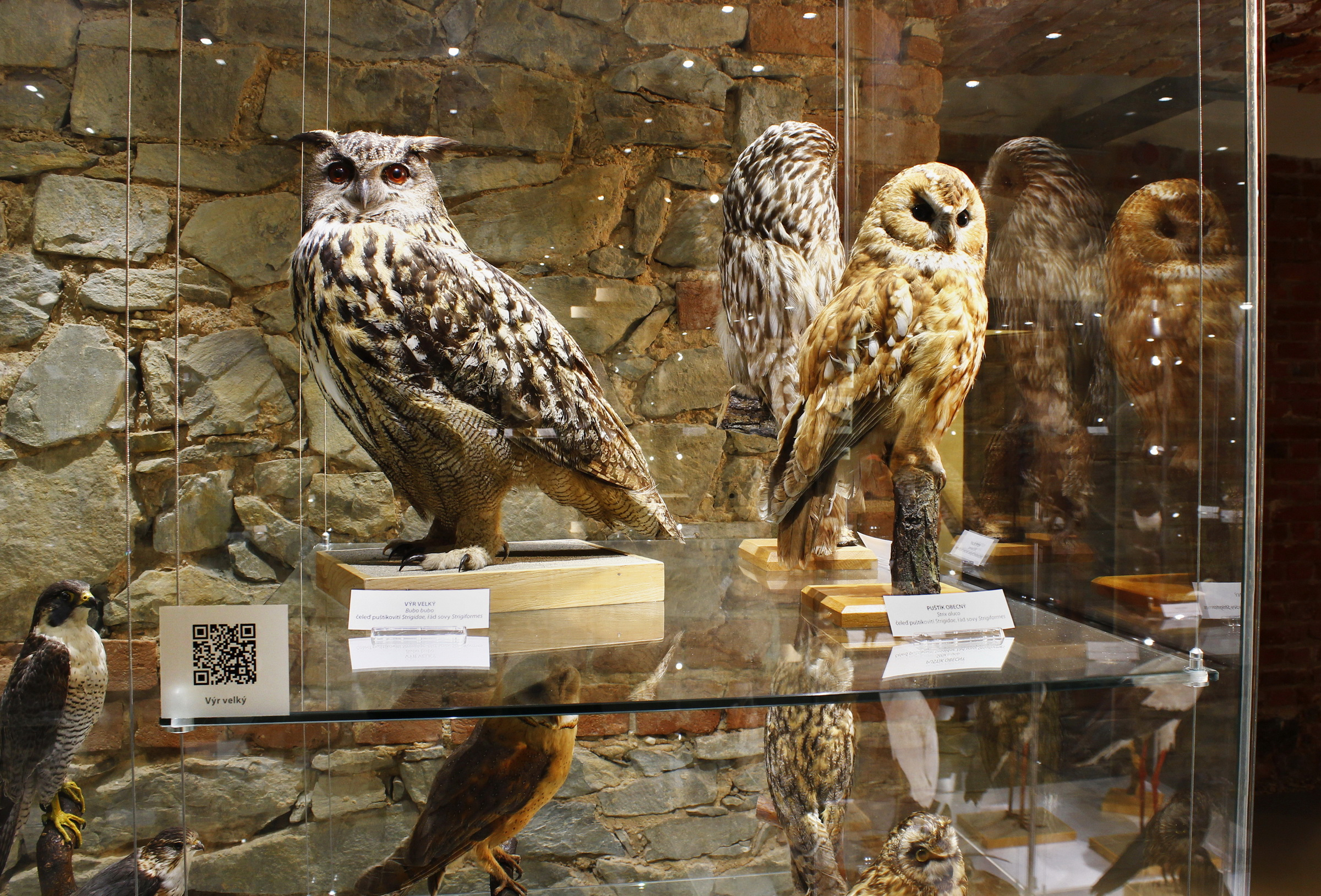
猫头鹰

## 战争纪念馆
战争纪念馆是为了纪念二战期间纳粹德国与苏联及其盟国之间的一场大战。在赫拉宾村记录了13000个名字，不仅包括士兵，还有在战争中逝去的西里西亚和北摩拉维亚的平民。

## 赫卢钦捷克斯洛伐克防御工事建筑群
建筑群位于赫卢钦，包括五个不同的防御工事，二十世纪上半叶建于捷克边境，第二次世界大战期间用于防御。自1992年以来一直由西里西亚博物馆管理。

## 彼得·贝兹鲁奇纪念馆
捷克诗人彼得·贝兹鲁奇出生的那座建筑已在第二次世界大战中被毁，1956年在遗址上又建造了一座建筑。诗人在奥斯特拉维斯的度假小屋也属于博物馆管理。

## 植物园
圣伯里斯的NovýDvůr植物园是博物馆的一部分，包括来自五大洲的7000个不同物种，占地23公顷。 还有200平方米的温室空间，虽然很小，但包括了热带和亚热带气候，因此扩展了植物园的内容，可以包含适应非洲、亚洲、美洲和澳大拉西亚气候的树木和植物。